# Véronique Müller

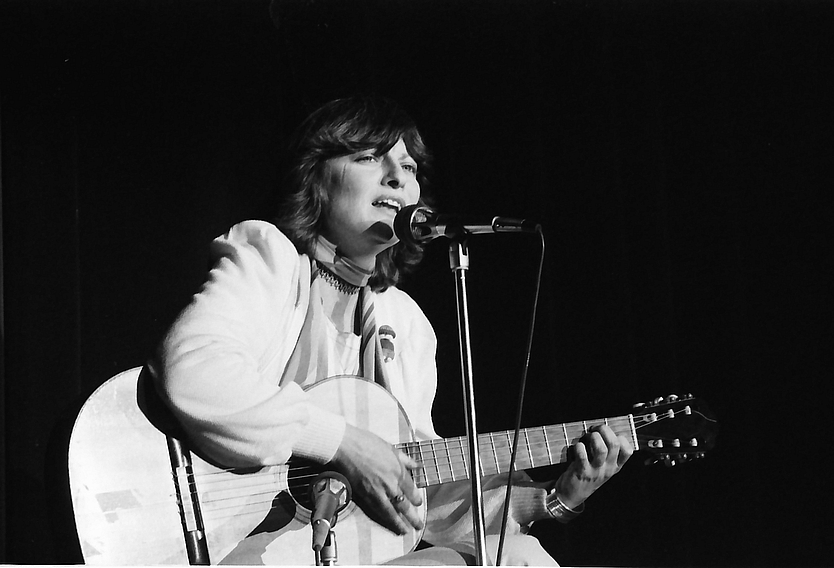
Véronique Müller, 1980

Véronique Müller (* 9. Februar 1948 in Murten, Schweiz) ist eine Schweizer Liedermacherin.

## Leben und Wirken
Vor ihrer Karriere arbeitete sie als Sekretärin, unter anderem für Petula Clark. Während eines Englandaufenthalts war sie auch Schülerin von Freddie Winrose, der auch Shirley Bassey coachte.
Am Eurovision Song Contest 1972 vertrat sie die Schweiz mit dem Titel C’est la chanson de mon amour. Sie errang damit den 8. Platz. Weitere bekannte Titel von ihr sind Hey Ho, Sämeli und We du geisch. Ihre erste LP wurde musikalisch von Benoit Kaufmann arrangiert. Die Illustrationen des Albums gestaltete die französische Malerin Françoise Debert, Paris.
Sie war mit dem 1992 verstorbenen Schweizer Journalisten Guido Baumann verheiratet und wohnte in dieser Zeit in Zürich und in Herrliberg. Müller lebt heute wieder in ihrer Heimatstadt Murten und betreut unter anderem Wettbewerbe für Nachwuchstalente.